# Engleske ceremonijalne grofovije
Ceremonijalne grofovije su područja za potrebe namjesnika (lieutenancies) te se nazivaju i namjesničkim područjima Ujedinjenog Kraljevstva (lieutenancy areas of the United Kingdom). U tim područjima su imenovani lordovi-namjesnici. Pravno to su područja u Engleskoj, kao i u Walesu i Škotskoj, definirana Zakonom o namjesnicima iz 1997. kao "grofovije i područja sa svrhom namjesništva u Velikoj Britaniji", čime se pravi razlika od područja koja se koriste za lokalnu upravu. Te grofovije su također neformalno poznate kao "geografske grofovije", kako bi se razlikovale od ostalih tipova grofovija Engleske.

## Povijest
Razlika između grofovije s namjesničkom svrhom i grofovije s administrativnom svrhom nije nova; u nekim je slučajevima grofovijska korporacija koja je bila dio grofovije imenovala vlastitog namjesnika (premda bi na to mjesto često bio imenovan i namjesnik uključene grofovije), a tri dijela koja se zovu riding u Yorkshiru tretirana su kao tri okruga za namjesničke svrhe još od 17. stoljeća.

### Zakon o lokalnoj samoupravi iz 1888.
Zakonom o lokalnoj samoupravi iz 1888. godine osnovana su grofovijska vijeća koja će preuzeti administrativne funkcije kvartalnih sesija (Quarter Sessions) u grofovijama. Tim zakonom stvorene su nove jedinice nazvane "administrativne grofovije". Administrativna grofovija obuhvaćala je cijelu grofoviju, osim grofovijskih gradova, također, neki tradicionalni poddijelovi grofovija bili su administrativne grofovije, na primjer Soke of Peterborough u Northamptonshireu i Isle of Ely u Cambridgeshireu. Zakonom je nadalje utvrđeno da će područja koja su bila dio administrativne grofovije biti dio grofovije za sve namjene.
Najveća promjena bila je stvaranje grofovije London, koja ga je pretvorila i u administrativnu i u "ceremonijalnu grofoviju", a obuhvaćala je dijelove povijesnih grofovija Middlesex, Kent i Surrey. Ostale razlike bile su male i rezultat su uvedenih ograničenja da urbani sanitarni okruzi nisu smjeli prelaziti granice grofovija.

### Zakon o lokalnoj samoupravi iz 1974.
1974. ukinute su administrativne grofovije i grofovijske općine i pokrenuta je velika reforma. U to vrijeme namjesništvo je redefinirano kako bi izravno koristilo nove metropolitanske i nemetropolitanske grofovije.
Nakon daljnjeg preslagivanja 1996. godine, grofovije Avon, Cleveland, Hereford i Worcester i Humberside su ukinute. To je dovelo do uspostavljanja razlike između grofovija lokalne vlasti i ceremonijalnih ili geografskih grofovija koje se koriste zbog namjesništva, a također i do usvajanja izraza "ceremonijalne grofovije", koje se, iako se ne koriste u statutu, koriste u Donjem domu prije nego što sporazumi stupe na snagu.

### Šerifske grofovije
Šerifske grofovije definirane su Zakonom o šerifima iz 1887. godine, izmijenjenim i dopunjenim Zakonom, na sličan način kao što su i namjesnici definirani Zakonom o namjesnicima iz 1997. godine. Svaka od tih grofovija ima imenovanog visokog šerifa (osim grada Londona koji ima dva šerifa).

## Definicija
Zakon o namjesnicima iz 1997. godine (The Lieutenancies Act 1997) definira grofovije za potrebe namjesnika u smislu gradskih i ne-metropolitanskih grofovija (stvorenih Zakonom o lokalnoj samoupravi iz 1972.), kao i Veliki London i Otoci Scilly (koji se nalaze izvan Zakona iz 1972.). Iako se taj izraz u zakonu ne koristi, te su grofovije poznate kao "ceremonijalne grofovije". Grofovije su definirane izmijenma i dopunama Zakona (posljednji put 2009. i 2019.). Tim izmjenama i dopunama nisu promijenjene stvarne površine obuhvaćene grofovijama kako je utvrđeno 1997. godine, već samo njihov sastav s obzirom na područja lokalne uprave, kao rezultat strukturnih promjena u lokalnoj upravi.